# قائمة الأحداث المتأثرة بجائحة فيروس كورونا
تسبب وباء فيروس كورونا 2019-2020 في إلغاء أو تأجيل العديد من الأحداث والفعاليات الكبرى حول العالم. من أشهر تلك الأحداث أولمبياد طوكيو 2020، الذي تأجل إلى عام 2021.
كما عُدّلت مواعيد عدد من الفعاليات لمنع الاختلاط المباشر، في حين عقدت بعض الفعاليات بالكامل عبر الإنترنت.

## الأحداث الملغاة
احتفالات توزيع جوائز
- جوائز الشاشة الكندية الثامنة

اتفاقيات ومؤتمرات ومعارض تجارية
- الاجتماع السنوي للأكاديمية الأمريكية للأمراض الجلدية (AAD)2020
- الاجتماع السنوي للكلية الأمريكية لأمراض القلب (ACC)2020
- الاجتماع السنوي لجمعية البحث في الرؤية وطب العيون 2020(ARVO)
- سينيماكون 2020
- معرض الترفيه الإلكتروني[1]

- فيسبوك F8 [2]

- مؤتمر مطوري الألعاب[3]
- جوجل I / O
- عروض LA
- معرض لندن للكتاب[4][5]
- المؤتمر العالمي للجوال[6]
- عرض NAB 2020
- روبول دراجكون لوس أنجلوس
- تويتش كون أوروبا 2020

الأحداث الدينية
- ليلة استعراضية في نيو أورليانز سانت جوزيف
- الحج والعمرة[7][8]

الأحداث الرياضية
- جائزة أستراليا الكبرى لعام 2020
- بيللاتور 241
- إف آي بي أيه، بطولة آسيا تحت 16 سنة و 2019 بطولة إف آي بي أيه للسيدات تحت 16 سنة
- عرض الثروة الحيوانية في هيوستن وروديو 2020
- بطولة العالم IIHF للسيدات و 2020 IIHF بطولة العالم القسم الرابع 2020
- سلسلة سباقات IndyCar حتى شهر أبريل 2020
- جائزة فايرستون الكبرى في سان بطرسبرغ 2020
- جائزة هوندا إندي الكبرى في ألاباما 2020
- جائزة أكورا الكبرى في لونغ بيتش 2020
- تحدي AutoNation INDYCAR 2020
- جزيرة مان تي تي 2020
- KSW 53: رمز المعركة
- الدوري الأمريكي لكرة القدم (MASL) موسم 2019-2020
- ملبورن 400 - 2020
- جميع أحداث بطولة NCAA حتى نهاية العام الدراسي 2019-2020
- كأس اليابان الجديدة 2020
- 2019-2020 أحداث جولة PGA:

بطولة 2020 للاعبين (بعد الجولة الأولى)،2020 بطولة فالسبار، 2020 مباراة WGC، 2020 بطولة منتجع ونادي كورالس بنتاكانا، و 2020 فتح فاليرو تكساس.
- الجائزة الكبرى للدراجات النارية في قطر 2020(فئة MotoGP فقط)
- بطولة العالم للسلامة على الطرق (تم لعبها حتى 11 مارس) 2020
- عرض الذكرى السنوية رقم 18 ل ROH
- كأس آسيا والمحيط الهادئ TCR 2020
- عروض WWE في دايتونا بيتش وتورنتو والبندقية ويونغستاون
- موسم XFL لعام 2020 [9]

أحداث أخرى
- أفريكورن2020
- بطولة 2020 الأولى
- هوتي والسمكة المنفوخة الاثنين بعد بطولة الجولف Masters Celebrity Pro-Am للغولف وحفل الفوائد المناظرة.
- مهرجان حصاد كاتمان
- قاعدة لوك الجوية 2020 أيام لوك
- مهرجان ملبورن الدولي للكوميديا
- مسيرات عيد القديس باتريك في بوسطن، شيكاغو، دنفر، نيو أورلينز، فيلادلفيا، سياتل، هاليفاكس، تورونتو.
- سان فيست
- عرض عيد الفصح في سيدني 2020[10]
- مهرجان ألترا ميوزيك[11]
- طيور الحرب فوق معرض واناكا الدولي للطيران2020
- أطلاق النار في مهرجانات شاهارشامبي سوري
- مهرجان موازين 2020 بالمغرب.

## الأحداث المعلقة أو المؤجلة
إدارياً
تم تعليق محاكمات أونتاريو العليا
حفلات توزيع الجوائز
- جوائز أكاديمية موسيقى الريف ال 55
- تم تأجيل حفل توزيع جوائز IIFA الواحد والعشرون المقرر عقده في إندور في 29 مارس إلى أجل غير مسمى
- جائزة اختيار أطفال نكلوديون 2020
- جوائز آي هارت راديو الموسيقية 2020
- المؤتمرات والمؤتمرات والمعارض التجارية
- كوميك كون مدينة اميرلاند (كان من المقرر أصلاً 12-15مارس 2020، مؤجل الآن إلى صيف2020)
- مؤتمر مطوري الألعاب
- تم تأجيل أسبوع الموضة الهندي، المقرر أن يبدأ في 11 مارس في نيودلهي.
- مهرجان لوس أنجلوس تايمز للكتب  تأجل إلى 3-4أكتوبر
- 2020 معرض نيويورك للسيارات (كان من المقرر أصلاً في 10-19أبريل، تأجل الآن إلى 28 أغسطس حتى 6 سبتمبر)
- مهرجان براغ السينمائي الدولي
- تيد 2020
- ووندركون 2020 (كان من المقرر أصلاً في 10-12 أبريل، تم تأجيله الآن إلى تاريخ غير معروف)
- ألغيت مهرجانات الأفلام بسبب وباء فيروس كورونا 2019-20
- اجتماع الربيع لعام 2020 للمعهد الأمريكي للمهندسين الكيميائيين والمؤتمر العالمي السادس عشر حول سلامة العمليات.

فعاليات الألعاب
- مسابقة الروبوتات الأولى لعام 2020
- بطولة ليج أوف ليجندز برو ليج لعام 2020
- سلسلة بطولات  ليج أوف ليجندز لعام 2020
- بطولة ليج اوف ليجندز الأوروبية لعام 2020
- بوكيمون جو سفاري زون في سانت لويس

فعاليات الموسيقى والفنون
- مهرجان بيفرلي هيلز السينمائي
- مسرح برودواي
- كندا تقرأ
- مهرجان تشاندلر لحجرة النعام
- كوتشيلا
- داونلود فيستيفال باليابان
- مهرجان عشاق البيتلز
- لولابلوزا الأرجنتين والبرازيل وشيلي
- مهرجان الحنطور
- مهرجان تريفورت الموسيقي

الأحداث السياسية
- الانتخابات التمهيدية الديمقراطية لجورجيا لعام 2020(تم تأجيلها من 24 مارس إلى 19 مايو)
- الانتخابات التمهيدية الديمقراطية في لويزيانا 2020 (كان من المقرر أصلاً في 4 أبريل؛ وتأجيلها إلى 20 يونيو)
- تم تأجيل الانتخابات المحلية لعام 2020 في المملكة المتحدة، بما في ذلك انتخابات عمدة لندن لعام 2020، إلى عام 2021.

المناسبات الدينية
- احتفال فالاس في فالنسيا، إسبانيا (كان من المقرر أصلاً في 15-19 مارس، تأجل الآن إلى يوليو)

الأحداث الرياضية
- أجل الدوري الصيني الممتاز لموسم عام 2020
- مباراة المجموعة الثالثة لكوبا ليبرتادوريس لعام 2020(كانت مقررة أصلاً بين 15 و 21مارس / آذار مؤجلة الآن)
- UEFA Euro 2020، المقرر عقده في يونيو 2020، تم تأجيله لمدة 12 شهرًا
- تأجيل بطولة كوبا أميركا المقررة في يونيو لعام 2020، لمدة 12 شهرًا
- تم تعليق بطولات كرة القدم الإنجليزي للرجال والنساء (الدوري الإنجليزي، الدوري الإنجليزي لكرة القدم، الدوري الإنجليزي الممتاز للسيدات، وبطولة الاتحاد الإنجليزي لكرة القدم) في 13 مارس حتى أوائل أبريل.
- أوقف الدوري الهولندي الممتاز 2019-20 في 12 مارس
- أوقف الدوري الفرنسي الدرجة الأولى 2019-20 في 12 مارس
- علّق الدوري الألماني 2019-20 في 13 مارس
- كرة القدم الإيطالية، الدوري الإيطالي الدرجة الأولى 2019-20، الدوري الإيطالي الدرجة الثانية 2019-20، الدوري الإيطالي الدرجة الثالثة 2019-20، تم تعليقها في 9 مارس
- علق الدوري الأمريكي لكرة القدم (MLS) موسم 2020 في 12 مارس، لمدة 30 يومًا
- كرة القدم الإسبانية، الدوري الإسباني لكرة القدم 2019-20 و2020- Segunda División، معلقة في 12 مارس2020
- علقت بطولة USL بطولة 2020 في 12 مارس، لمدة 30 يومًا على الأقل

البيسبول
- الحدث المؤهل في تصفيات الأمريكتين - البيسبول في دورة الألعاب الأولمبية الصيفية 2020(كان من المقرر أصلاً في22-26 مارس، تأجل الآن دون الإعلان عن تواريخ جديدة)
- البطولة التأهيلية النهائية - البيسبول في دورة الألعاب الأولمبية الصيفية 2020(كان من المقرر أصلاً في الفترة من 1 إلى 5 أبريل؛ تم تأجيلها الآن إلى 17-21 يونيو2020)
- أوقف دوري البيسبول الرئيسي (MLB) تدريب الربيع 2020 وأرجأ بدء موسم 2020 لمدة أسبوعين، تم تحديثه لاحقًا حتى منتصف مايو في أقرب وقت ممكن؛ تأخرت بداية دوري البيسبول الصغير (MiLB) دون  تقديم تاريخ جديد
- تصفيات البيسبول العالمية الكلاسيكية لعام 2021(كان من المقرر أصلاً في 13-25 مارس، تم تأجيلها الآن دون الإعلان عن تواريخ جديدة)
- منظمة البيسبول في كوريا (KBO) تم القضاء على موسم ألعاب البيسبول بسبب بفيروس كورونا

كرة السلة
- أجلت دوري كرة السلة الأفريقي (BAL) الموسم الافتتاحي للدوري 2020
- تم تعليق الاتحاد الصيني لكرة السلة (CBA) اعتبارًا من 1 فبراير
- كأس فيبا اسيا 3*3(كان من المقرر أصلاً 13-17 مايو، تم إعادة جدولتها الآن إلى 9-13سبتمبر) وكأس FIBA 3x3 U17 كأس آسيا (كان من المقرر في الأصل 4-7 يونيو، تم إعادة جدولتها الآن إلى 8-11 أكتوبر)
- بطولة فيبا 3*3 للتأهل الأوليمبي (كان من المقرر أصلاً 18-22مارس 2020، تم تأجيلها الآن)
- علق الاتحاد الوطني لكرة السلة (NBA) موسم 2019-20بأكمله في 11 مارس 2020، كما فعل الدوري الاميركي للمحترفين G الدوري مع موسمه
- أوقف اتحاد كرة السلة الفلبيني (PBA) كأس الفلبين2020  إلى أجل غير مسمى، وكأس 2020 DBA League Dp League، وإطلاق دوري PBA 3x3

رياضات قتالية
- تم تأجيل العديد من أحداث مصارعة النخبة (AEW).
- 18 مارس 2020(كان من المقرر أصلاً في روتشستر، مؤجل الآن إلى 8 يوليو)
- 1 أبريل 2020 (كان من المقرر أصلاً في ميلووكي، مؤجل الآن إلى 28 أكتوبر)
- 8 أبريل 2020 (كان من المقرر أصلاً في سانت لويس، مؤجل الآن إلى 7 أكتوبر)
- 15 أبريل 2020 (كان من المقرر أصلاً في بوسطن، مؤجل الآن إلى 5 أغسطس)
- تم تأجيل مصارعة:NXT TakeOver فعالية تامبا باي وحفل قاعة الشهرة 2020 إلى تواريخ غير معلنة
- علقت بطولة ONE جميع أحداث MMA المباشرة حتى مايو 2020.
- تم تأجيل حدث Rey de Reyes لعام 2020 من AAA إلى موعد غير معلن
- تم تأجيل حدث Homenaje a Dos Leyendas لعام 2020 لـ CMLL إلى موعد غير معلن
- أجلت ليلة قتال يو اف سي: اوفريم ضد هاريس، يو اف سي على أي اس بي ان: نجاننو ضد روزنسترويك، وليلة قتال يو اف سي: وودلي ضد ادواردز

الهوكي
- أجل دوري يورو النهائي 8 للهوكي 2019-20 ودوري يورو النسائي للهوكي  2020
- علق دوري الهوكي الوطني (NHL) موسم 2019-20 في 12 مارس2020
- كأس سلطان أزلان شاه لعام 2020 (كان من المقرر أصلاً في أبريل، ولكن تم تأجيله إلى 24 سبتمبر)
- تأجيل بطولة كأس آسيا للناشئين 2020 في هوكي الجليد

رياضة السيارات
- تم تأجيل فعالية 6 ساعات من سبا فرانكورشان التي أقيمت من قبل بطولة العالم للتحمل FIA.
- تم تأجيل فعالية 24 ساعة من بطولة Le Mans Moto التي أقامتها بطولة FIM Endurance البطولة العالمية (كان من المقرر أصلاً في 18-19 أبريل، ولكن تم تأجيلها إلى 5-6 سبتمبر)
- تم تعليق موسم 2019-20للفورمولا إي مؤقتًا. تم تأجيل الأحداث التالية دون الإعلان عن موعد جديد:
- جاكرتا ePrix لعام 2020، المقرر أصلاً في 6 يونيو
- Paris ePrix لعام 2020، من المقرر أصلاً في 18 أبريل
- Rome ePrix لعام 2020، من المقرر أصلاً في 4 أبريل
- Sanya ePrix لعام 2020، من المقرر أصلاً في 21 مارس
- Seoul ePrix لعام 2020، من المقرر أصلاً في 3 مايو
- كان من المقرر أن تبدأ بطولة العالم للفورمولا ون 2020 في مارس، لكنها تأخرت إلى مايو بعد إلغاء سباق الجائزة الكبرى الأسترالي لعام 2020.تم تأجيل الأحداث التالية دون الإعلان عن موعد جديد:

-جائزة البحرين الكبرى 2020 (المقرر أصلاً في 22 مارس، ولكن تم تأجيلها إلى موعد غير معلن)
-سباق الجائزة الكبرى الصيني لعام 2020 (المقرر أصلاً في 19 أبريل، ولكن تم تأجيله إلى تاريخ غير معلن)
-سباق الجائزة الكبرى الفيتنامي لعام 2020(كان من المقرر أصلاً في 5 أبريل، ولكن تم تأجيله إلى تاريخ غير معلن)
- كان من المقرر أن يبدأ موسم سباقات الدراجات النارية للجائزة الكبرى لعام 2020 في مارس، لكنه تأخر إلى مايو بعد إلغاء سباق الجائزة الكبرى للدراجات النارية في قطر لعام 2020 (فئة MotoGP فقط؛ واستمرت سباقات فئتي Moto2 و Moto3 كما هو مقرر).تم تأجيل الأحداث التالية:

-الجائزة الكبرى للدراجات النارية لعام 2020 في أمريكا والجائزة الكبرى للدراجات النارية الأرجنتينية لعام 2020 (المقرر إجراؤها في 5 و 19 أبريل، ولكن تم تأجيلها إلى 15 و 22 نوفمبر على التوالي، لنقل الجائزة الكبرى للدراجات النارية في منطقة بلنسية لعام 2020 إلى 29 نوفمبر)
-سباق الجائزة الكبرى للدراجات النارية في تايلاند لعام 2020 (كان من المقرر أصلاً في 22 مارس، ولكن تم تأجيله إلى 4 أكتوبر، والانتقال من سباق أراغون للدراجات النارية لعام 2020 إلى 27 سبتمبر)
- سلسلة سباقات كأس ناسكار لعام 2020: 2020 طيات الشرف QuikTrip 500 و 2020 ديكسي الفودكا 400 تم تأجيلها. أحداث أخرى
- بوسطن ماراثون لعام 2020 (كان من المقرر أصلاً في 20 أبريل، وتم تأجيله إلى 14 سبتمبر) *تم تأجيل سباق الجائزة الكبرى الأوروبي لعام 2020 من السهام الأوروبية، وفتح السهام الأوروبية في سباق الجائزة الكبرى لعام 2020، والجائزة الكبرى في سباق السهام الألماني لعام 2020، وكذلك تواريخ نيوكاسل وروتردام في الدوري الممتاز لعام 2020 والسهام الأولى في موسم بطولة مؤسسة السهام. *تأجيل دوري ايفرست الممتاز لعام 2020
  - الدوري الهندي الممتاز لعام 2020 (كان من المقرر أصلاً في 29 مارس، ولكن تم تأجيله إلى 15 أبريل)
  - ماراثون لندن لعام 2020 (كان من المقرر أصلاً في 26 أبريل؛ وتم تأجيله إلى 4 أكتوبر)
  - علق الدوري الأمريكي للرجبي (MLR) موسم 2020 في 12 مارس، لمدة 30 يومًا الدوري الصيني الممتاز يؤجل الموسم لعام 2020  
  - بطولة كأس العالم الأولى للكريكيت في ماليزيا لعام 2020
  - تأجلت بطولة الماسترز (الجولف) المقررة في الفترة من 9 إلى 12 أبريل
  - ميلانو - سان ريمو لعام 2020 (كان من المقرر أصلاً في 21 مارس، ولكن تم تأجيله إلى تاريخ غير معلن)
  - كأس بنجلاديش موجب 100 تي20 لعام 2020
  - علق دوري لاكروس الوطني (NLL) مؤقتًا موسم 2020 في 12 مارس 2020
  - سلسلة السلامة على الطرق العالمية لعام 2020 (من المقرر أصلاً في الفترة من 7 إلى 22 مارس، والتي تمت إعادة جدولتها إلى تاريخ لاحق)
  - كنتاكي ديربي لعام 2020 (سباق الخيل) تشرشل داونز ينتقل كنتاكي ديربي إلى 5 سبتمبر
  - سباق ثلاثة قمم لعام 2020، المقرر في 25 أبريل تأجل حتى 26 سبتمبر.

## الفعاليات المعدلة
الاتفاقيات والمؤتمرات والمعارض التجارية
- سيتم عقد مؤتمر مطوري أبل حول العالم عبر الإنترنت فقط.[12]

- سيتم إجراء حدث المطور بناء مايكروسوفت عبر الإنترنت فقط.

فعاليات الألعاب
- مباريات 2020 Overwatch League في مارس - أبريل  لعام 2020(تم إلغاء جميع الأحداث الشخصية، لكن المباريات ستستمر مع تغييرات الجدول الزمني وعدم وجود حشود.)

فعاليات الموسيقى والفنون
- Dansk Melodi Grand Prix 2020: لم يكن هناك جمهور مباشر للنهائي في 7 مارس2020.

الأحداث السياسية
المناقشات الرئاسية للحزب الديمقراطي الأمريكي لعام2020 : أعلنت DNC أن النقاش سينتقل من فينيكس إلى واشنطن، ولم يعد يسمح للجمهور المباشر، ولن يُسمح بالضغط (بعد استضافة المذيعين CNN و Univision) للحضور
الأحداث الرياضية
- انتقلت AEW Dynamite في 18 مارس 2020 (كان من المقرر أصلاً في روتشستر، مؤجلة الآن إلى 8 يوليو) و AEW Blood and Guts في 25 مارس (كان من المقرر أصلاً في نيوارك، مؤجلة الآن إلى 22 يوليو) إلى ديليز بليس. كلا الحدثين سيبثان مباشرة على TNT بدون جمهور مباشر.
- يقام Haru Basho 2020 خلف أبواب مغلقة.
- تم تخفيض مباريات الدوري الباكستاني الممتاز من 34 إلى 33 واستبدلت التصفيات بقرعات خروج المغلوب وبالتالي اختصار البطولة 4 أيام.  تمت إعادة جدولة المباراة النهائية في الفترة من 18 مارس إلى 22 مارس، وتم الإعلان عن مباريات 13 مارس خلف أبواب مغلقة.

من المقرر أن يستمر دوري الرجبي الأسترالي / النيوزيلندي دون السماح بأي متفرج في الملاعب، وسيصبح فريق ووريورز النيوزيلندي فريقًا للطريق مقره في أستراليا بسبب قوانين الحجر الصحي التي تتطلب من الأشخاص الذين يدخلون أستراليا ونيوزيلندا عزل أنفسهم لمدة 14يوم عند الدخول.  يدرس الدوري (اعتبارًا من 18 مارس) عزل جميع اللاعبين في مكان واحد وممارسة الألعاب في ملعب واحد.
ليلة القتال في UFC: تم تقييد لي ضد اوليفيرا على موظفي الحدث فقط.
تم نقل WrestleMania 36 وحلقات متعددة من WWE NXT و WWE Raw و WWE SmackDown و WWE 205 Live إلى مركز أداء WWE بدون جمهور مباشر.
الأحداث الأخرى
سيتم بث المؤتمر العام لكنيسة يسوع المسيح لقديسي الأيام الأخيرة بدون حضور مباشر في مركز المؤتمرات.

## وسائل الإعلام
تم إلغاء كل شيء لتعزيز التباعد الاجتماعي لمنع انتشار الفيروس.